# Матеван (Западна Вирџинија)
Матеван (енгл. Matewan) град је у америчкој савезној држави Западна Вирџинија.

## Демографија
По попису из 2010. године број становника је 499, што је 1 (0,2%) становника више него 2000. године.
| Група             | 2000.       | 2010.       |
| Белци             | 468 (94,0%) | 454 (91,0%) |
| Афроамериканци    | 18 (3,6%)   | 32 (6,4%)   |
| Азијати           | 1 (0,2%)    | 0 (0,0%)    |
| Хиспаноамериканци | 5 (1,0%)    | 3 (0,6%)    |
| Укупно            | 498         | 499         |